# Cyonosaurus
Cyonosaurus è un genere estinto di terapsidi, appartenente ai gorgonopsi. Visse nel Permiano superiore (circa 254 - 252 milioni di anni fa) e i suoi resti fossili sono stati ritrovati in Sudafrica.

## Descrizione
Questo animale era di dimensioni medio-piccole in confronto ai suoi simili gorgonopsidi, e la lunghezza totale era compresa tra 60 centimetri e poco più di un metro. Il cranio era lungo tra i 9 e i 18 centimetri. Il muso di Cyonosaurus era stretto e allungato, piuttosto basso. Erano presenti quattro denti incisiviformi nella mascella e tre nella mandibola, un canino allungato e 7-8 denti postcanini di piccole dimensioni. La cavità endocranica è stata studiata approfonditamente da P. Olsen, che ha messo in evidenza la fossa del canale endolinfatico, la fossa subarcuata, il forame giugulare, la finestra ovale e il forame post-temporale. L'epipterigoide era di forma particolare, senza connessione tra processo basale e ascendente, che dovevano essere uniti tramite una cartilagine. La staffa assomigliava a quella di Lycaenops. Era inoltre presente un piccolo foro su ciascun osso frontale.

## Classificazione
La specie Cyonosaurus longiceps venne descritta per la prima volta da Olsen nel 1937, sulla base di un cranio rinvenuto in terreni della fine del Permiano in Sudafrica, nella "zona a Cistecephalus". Al genere Cyonosaurus sono state in seguito attribuite altre specie, tutte del Permiano superiore sudafricano: C. rubidgei, C. kitchingi, C. broomianus e C. tenuirostris. 

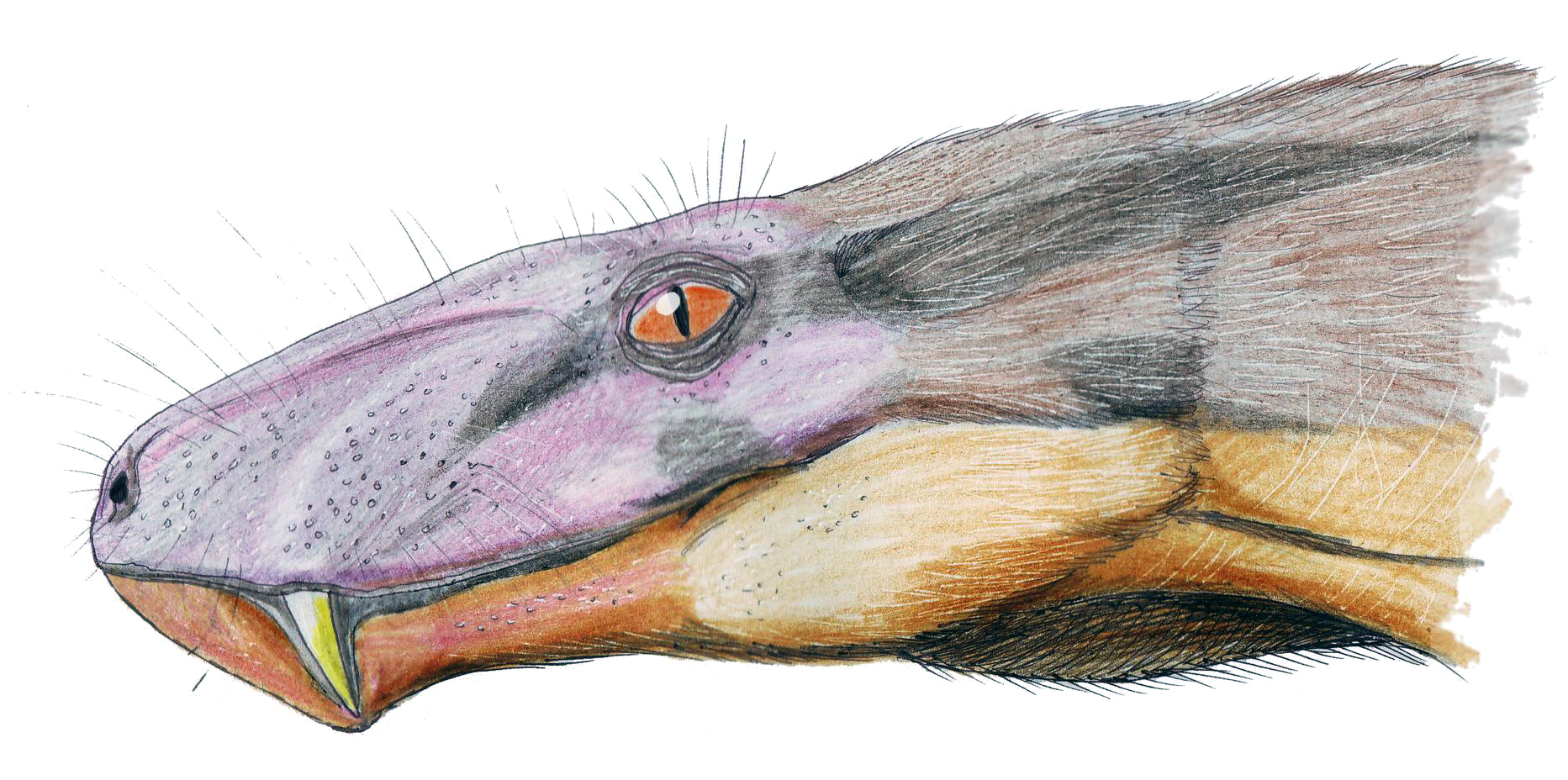
Ricostruzione della testa di Cyonosaurus longiceps

Cyonosaurus è un rappresentante dei gorgonopsi, un gruppo di terapsidi tipici del Permiano superiore e dalle spiccate attitudini predatorie; in particolare, secondo alcuni studi (Gebauer, 2007), Cyonosaurus sarebbe una delle forme più basali del gruppo, nonostante i suoi fossili siano stati ritrovati in terreni più recenti di quelli di altri gorgonopsi.